# Позен, Валерий Михайлович
Валериан (Валерий) Михайлович Позен (ум. не ранее 1897) — русский военный и государственный деятель немецкого происхождения, генерал-лейтенант (1878), Бакинский губернатор (1876—1881), один из ближайших соратников Кавказского наместника великого князя Михаила Николаевича.

## Происхождение и семья
Из немецкого дворянского рода Полтавской губернии. Сын тайного советника, деятеля Крестьянской реформы 1861 года Михаила Павловича Позена (1798—1871) и Софьи Алексеевны NN. Брат Людмилы Михайловны Позен, в браке Муравьёвой (1822—1898), супруги генерала Н. М. Муравьёва (1819—1867), сына М. Н. Муравьёва-Виленского, последовательно занимавшего должность гражданского губернатора четырёх губерний. Дядя скульптора Леонида Владимировича Позена (1849—1921), который был сыном его брата Владимира, отставного штабс-капитана, и министра иностранных дел Российской империи в 1897—1900 годах Михаила Николаевича Муравьёва. 
Михаилу Павловичу Позену (отцу Валериана) в окрестностях Полтавы принадлежало имение Оболонь.

## Биография
Получил образование в Пажеском корпусе, откуда был выпущен в 1850 году из камер-пажей корнетом в Лейб-гвардии Конный полк, где прослужил десять лет. В 1860 году в чине ротмистра прибыл на Кавказ в качестве офицера для особых поручений при Наместнике  — великом князе Михаиле Николаевиче. В период службы на Кавказе первоначально продолжал числиться по Лейб-гвардии Конному полку (сам полк при этом находился в Санкт-Петербурге), в дальнейшем — по армейской кавалерии.
Позен состоял при великом князе, резиденция которого находилась в Тифлисе, в качестве адъютанта и доверенного лица с 1860 по 1876 год. В 1869—70 годах, одновременно с этим, был исправляющим должность окружного интенданта Кавказского военного округа. Полковник (ок. 1862), генерал-майор (1866). 
Не позднее 1876 года Позен был назначен Бакинским губернатором. В 1878 году был повышен до генерал-лейтенанта. В 1881 году, в год восшествия на престол Александра III, вскоре после ухода Михаила Николаевича с должности Наместника, спешно подал в отставку по состоянию здоровья, причём замену ему нашли не сразу; в дальнейшем не служил. При отставке, в следующий чин, в отличие от многих других, не производился. 
Имел ординарные награды (кроме георгиевских) вплоть до ордена Белого Орла. 
В списке выпускников Пажеского корпуса, изданном в 1897 году, указан живым. Дальнейшая его судьба неизвестна.

## Награды
Российские
- Орден Святой Анны 2 степени (1862)
- Орден Святого Владимира 4 степени с мечами и бантом (1864)
- Орден Святого Владимира 3 степени (1868)
- Орден Святого Станислава 1 степени (1871)
- Орден Святой Анны 1 степени (1874)
- Орден Святого Владимира 2 степени (1878)
- Орден Белого Орла

Иностранные
- Орден Льва и Солнца 2 степени (Персия, 1865)